# Hamadryas amphinome
Hamadryas amphinome is een vlinder uit de onderfamilie Biblidinae en de familie Nymphalidae. De wetenschappelijke naam is gepubliceerd in 1767 door Carl Linnaeus.